# Gösta Hedström

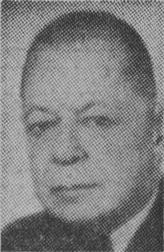
Gösta Hedström

Gösta Hedström, född 16 maj 1895 i Norrköping, död 17 oktober 1966 i Malmö, var en svensk arkitekt.
Hedström fick sin utbildning till arkitekt vid Tekniska elementarskolan i Borås och Kungliga Tekniska Högskolan i Stockholm. Efter anställningar och praktiktjänst på olika arkitektkontor kom han 1925 till konsumentägda KFAI, där han skulle stanna till 1956. 
Under sin tid på KFAI ritade han flera butiker för Kooperativa förbundet, bland dem Sveriges första självbetjäningsbutik vid Odengatan 31 i Stockholm som öppnade 1941. Hedström medverkade även vid Stockholmsutställningen 1930 och stod som ansvarig arkitekt för bland annat "Folkets hus" i Gävle och "Halmstads Folkets hus och Teater" i Halmstad (numera Halmstads Teater), för vilket KFAI erhöll uppdraget 1945.

## Bilder

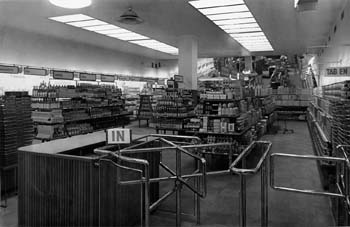
Sveriges första självbetjäningsbutik 1941.
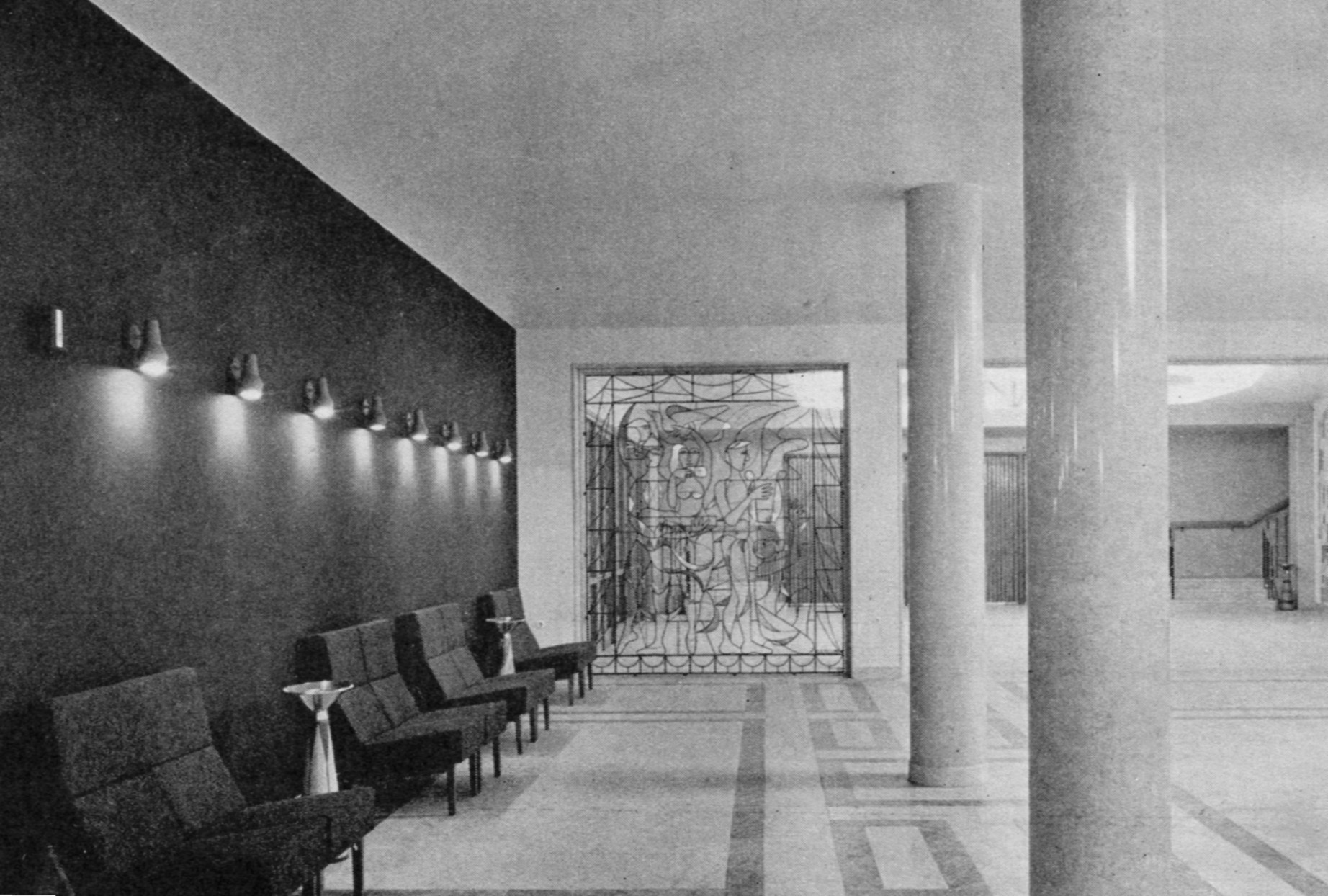
Halmstads Folkets hus och Teater, foyer, 1956.
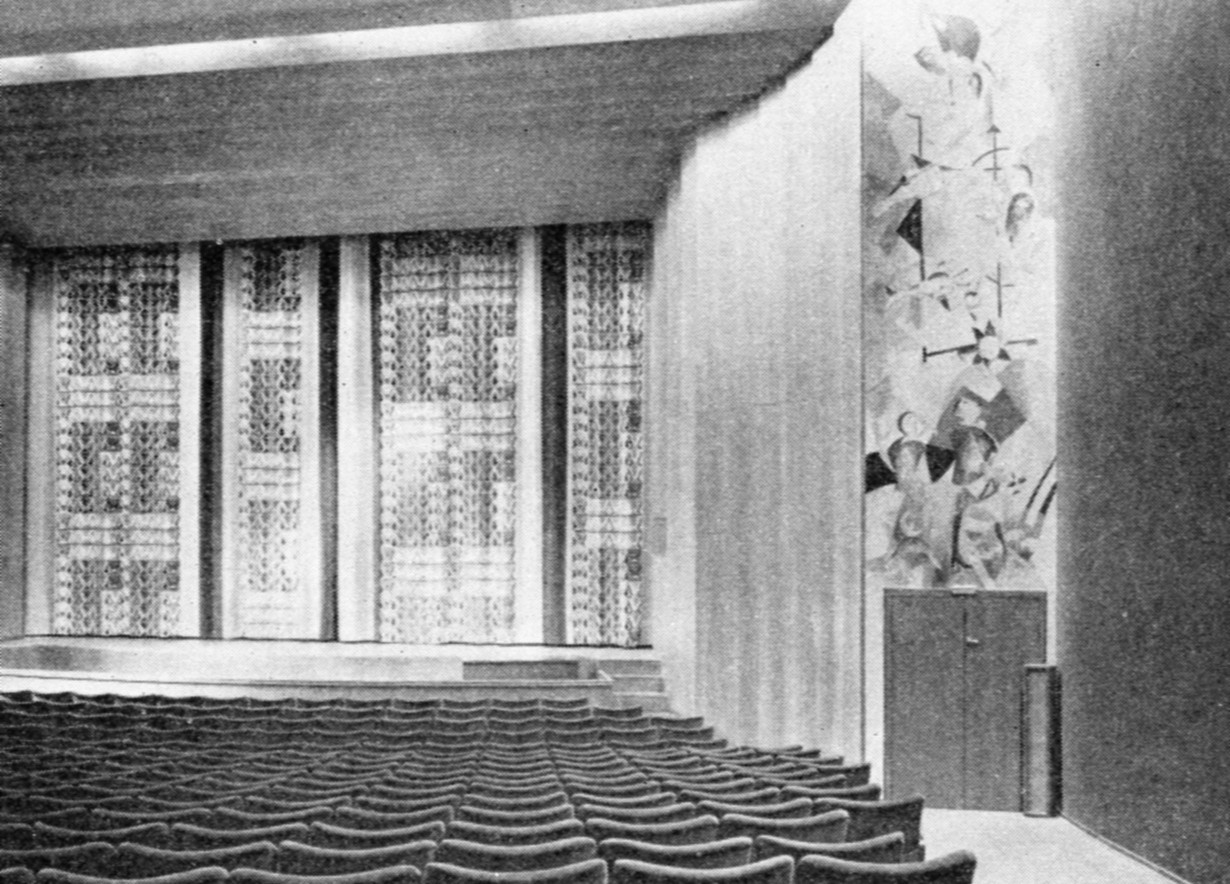
Halmstads Folkets hus och Teater, salong, 1956.